# Åkullsjön, Västerbotten
Åkullsjön är en sjö i Robertsfors kommun i Västerbotten och ingår i Dalkarlsåns huvudavrinningsområde. Sjön har en area på 0,149 kvadratkilometer och ligger 163 meter över havet.

## Delavrinningsområde
Åkullsjön ingår i det delavrinningsområde (713558-172867) som SMHI kallar för Ovan None. Medelhöjden är 168 meter över havet och ytan är 12,61 kvadratkilometer. Det finns inga avrinningsområden uppströms utan avrinningsområdet är högsta punkten. Östra Dalkarlsån som avvattnar avrinningsområdet har biflödesordning 2, vilket innebär att vattnet flödar genom totalt 2 vattendrag innan det når havet efter 35 kilometer. Avrinningsområdet består mestadels av skog (69 procent) och sankmarker (12 procent). Avrinningsområdet har 0,15 kvadratkilometer vattenytor vilket ger det en sjöprocent på 1,2 procent.